# II. Reginár hainaut-i gróf
Reginár (a korabeli forrásokban „Reinherus comes” v. „Regenarius comes”) középkori nemesúr, a németalföldi Hainaut grófja II. Reginár néven.

## Élete
I. Hosszúnyakú Reginár hainaut-i gróf és felesége, Alberade második fia, 885 és 900 között született. Az „Annales Hanoniæ” feljegyzi „Raginerus”-t, mint „Raginerus dictus Longi-colli” fiát. Apja halála után II. Reginár néven örökölte a grófi címet, mivel III. Károly nyugati frank király megtagadta, hogy Reginár bátyját, Giselbertet megerősítse a grófi címben. Giselbert később a lotaringiai herceg címet kapta 928-ban, amikor I. Henrik német király Lotaringiát a Német-római Birodalomhoz csatolta.
924 körül bátyját, Giselbertet Berengár namuri gróf foglyul ejtette és csak Reginár gyermekeiért cserébe engedte szabadon. A kibontakozó háborúban Giselbert feldúlta „Berengarii, Ragenariique fratris sui et Isaac comitis” birtokait. A két testvér közötti viszály oka ismeretlen.
Halála valamikor 932 után következett be, feltehetően 940 körül, de Ottó német császár egy 966. január 24-re datált oklevelében számos birtokadományt erősített meg Reginár gróf nevében („Regenarius comes” a nivellesi zárdának adományozott birtokot „in pago Ardenna super fluvia Aisna in comitatu Waudricia in villa Villaro”, valamint lánya, „predicti Regenarii filius nomine Liechardus in pago Hasbanensi in villa Gingolonham”). A dokumentum feltehetően II. Reginárra utal, hiszen fia, III. Reginár ekkor már száműzetésben volt.

## Családja és leszármazottai
Feleségének neve nem ismert, de elképzelhető, hogy Huy grófi családjából származott, mivel Reginár leszármazottai között előfordult a Lietard név, ami a Huy grófi családban volt gyakori. Ez a családi kapcsolat továbbá magyarázatul szolgál arra is, hogy lehetett egyik unokája Leuven grófja (a leuveni grófi címről 995-ben mondott le II. Ansfrid, Huy grófja, amikor kinevezték Utrecht püspökének). Egy másik elmélet szerint felesége Wigéric de Bidgau lánya volt, mivel V. Reginár és Mathilde de Verdun házasságát 1015-ben vérrokonság miatt majdnem érvénytelenítették.
Reginár grófnak és feleségének négy gyermeke ismert:
- Reginár (920 – 973) Az „Annales Hanoniæ” nevezi meg „Raginerus”-t, mint „Raginerus [filius Ragineri dicti Longi-colli]” fiát. Apja halála után III. Reginár néven örökölte a grófi címet, de hogy ez mikor történt, pontosan nem ismert. 949. június 1-jén I. Ottó német király egyik oklevelét írta alá „Cuonradus dux, Herimannus dux, Hezzo comes, Godefridus comes, Rudolfus comes, Reginherus comes”. 956-ban elfoglalta Brüsszel városát, és a környező területeket, amelyek Gerberga francia királyné hozományába tartoztak, mikor hozzáment első férjéhez, Reginár nagybátyjához, Giselbert lotaringiai herceghez. Válaszul Lothár francia király – Gerberga és IV. Lajos nyugati frank király fia – Brúnó kölni érsekkel együtt megszállta Reginár grófságát, ostrom alá vették és elfoglalták a gróf erődítményét Chier-nél és foglyul ejtették családjával együtt. Reginár csak akkor nyerte vissza szabadságát, amikor lemondott az általa elfoglalt területekről.[4] A „Gesta Episcoporum Cameracensium” feljegyezte, hogy 958-ban Reginárt Bohémiába száműzte Brúnó kölni érsek, de később II. Ottó német király visszahelyezte korábbi birtokaiba. Felesége Adela von Dachsburg, III. Hugo dachsburgi gróf és felesége, Hildegarde lánya. Reginárnak és Adelanak két gyermeke ismert:
  - Reginár (947 után – 1013), apja halála után IV. Reginár néven örökölte a grófi címet.
  - Lambert (950 – 1015. szeptember 12.) Az „Annales Hanoniæ” nevezi meg „Lambertus…comes Lovaniensis”-t, mint „Rignerii comitis Montensis” fiát. A leuveni grófi címet szerezte meg magának, 1015-ben Florennes közelében csatában esett el. Ld. még Leuveni Grófság.
- Rudolf (? – 966. január 24 után). Rudolf leszármazását Flodoard krónikája örökíti meg, amikor 944-ből feljegyzi, hogy „Hugo dux” parancsára egy bizonyos Hermann ostrom alá vette „castella Ragnarii ac Rodulfi fratrum, Ludowici regis fidelium”, amennyiben ez a szöveg II. Reginárra utal.[5] Maasgau grófja 950 körül, amit I. Ottó német király egyik 950. október 7-re datált oklevele is megerősít, amelyben birtokot adományozott „Cassallo…in pago Masalant in comitatu Ruodolfi” hűbéresének („vassallo nostro Ansfrid”).[6] Hesbaie grófja kb 952-től, amikor Ottó Alden-Eyck kolostorát „in pago Huste in comitatu Ruodulphi” a liège-i püspököknek adományozta.[7] Körülbelül abban az időben, amikor bátyját száműzték, Rudolf is elvesztette birtokait, amit egy 966. január 17-re datált oklevél tartalmaz: Ottó az aacheni Mariakapelle részére adományozott birtokot „curtem Galmina…que quondam Rudolfi erat…n pago Haspengewe in comitatu Werenherii qua postmodum fideli nostro comiti Immoni condonavimus”.[8]
- Lietard (? – 944 előtt) Egyetlen fennmaradt említése egy 966-ra datált oklevélben található, amelyben a nivellesi zárdának birtokokat adományozott apja („Regenarius comes”), valamint Lietard („predicti Regenarii filius nomine Liechardus in pago Hasbanensi in villa Gingolonham”).[9]
- ismeretlen nevű lánygyermek. Létezésére a „Gesta Abbatum Gemblacensium” utal, amely megemlíti „Raginero comiti…Longicollus”-t, mint Baldric püspök közeli rokonát („primi Baldrici Leodicensium episcopi avunculus”). A szövegben említett Reginár kronológiai okok miatt nem az első, hanem III. Reginár gróf lehetett, amit ugyanez a forrás megerősít, amikor rögzíti Reginár fia Lambert halálát („Lantbertum comitem filium Ragineri Longicolli”).[10] Baldric püspök 955-ben foglalta el a püspöki széket Liège-ben. Amennyiben ez helytálló, férje Nibelung, Graaf van Betuwe (? – 953 előtt), Ricfried és Herensinda fia.